# 博德里库尔
博德里库尔（法語：Baudricourt，法語發音：[bodʁikuʁ] ⓘ）是法国大東部大區孚日省的一个市镇，属于讷沙托区。

## 地理
博德里库尔（48°18'47"N, 6°3'15"E）面积3.48 平方千米，位于法国大東部大區孚日省，该省份为法国东北部内陆省份，北起默兹省和默尔特-摩泽尔省，西接上马恩省，南至上索恩省和贝尔福地区省，东临上莱茵省和下莱茵省。
与博德里库尔接壤的市镇（或旧市镇、城区）包括：瑞万库尔、奥埃勒维尔、雷米库尔、克桑图瓦地区鲁夫勒、蒂罗库尔、栋瓦利耶。

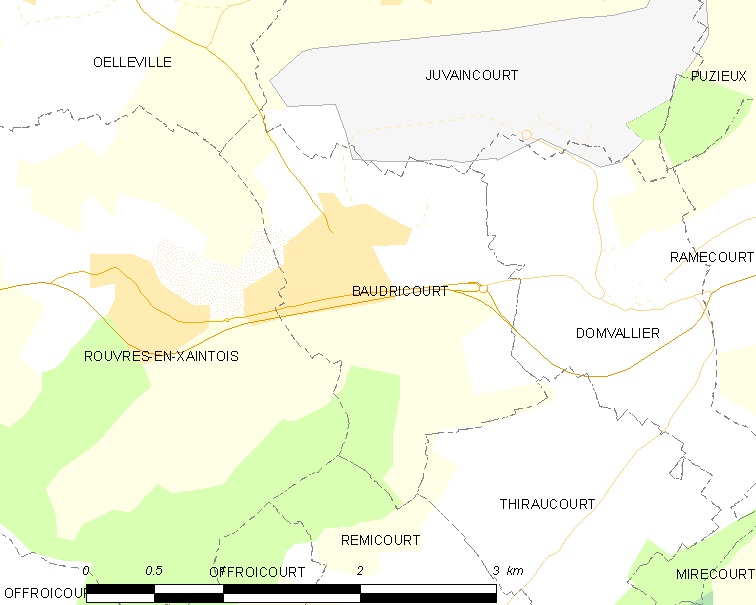
博德里库尔的OSM定位图

博德里库尔的时区为UTC+01:00、UTC+02:00（夏令时）。

## 行政
博德里库尔的邮政编码为88500，INSEE市镇编码为88039。

## 政治
博德里库尔所属的省级选区为米尔库尔县。

## 人口

1962-2008年间博德里库尔人口变化图示

博德里库尔于2022年1月1日时的人口数量为330人。